# Лодки народов Океании

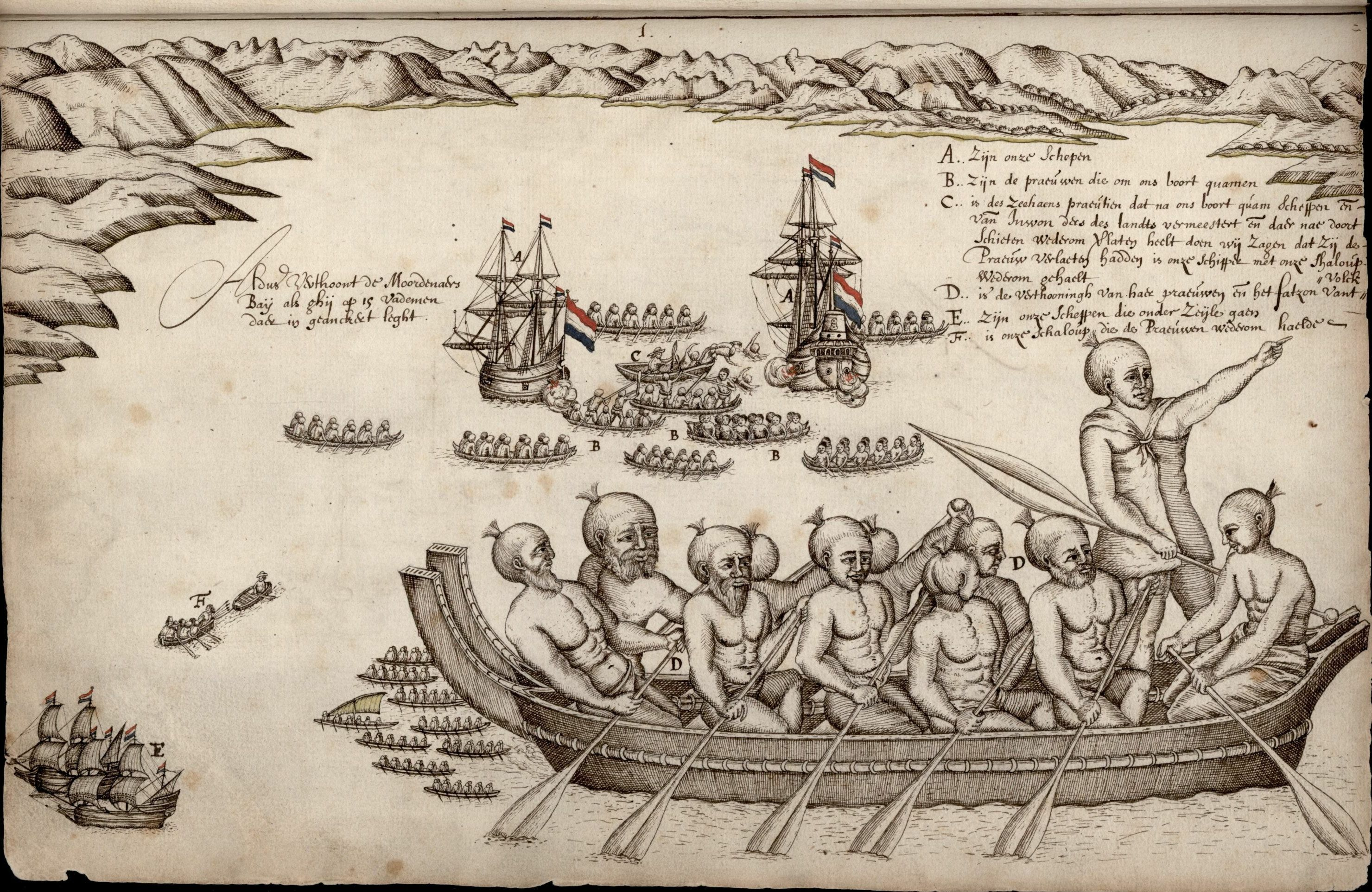
Вака — военная лодка маори. Рис. Исаака Гильсеманса из дневника экспедиции Абеля Тасмана (1642)

Лодки народов Океании — различные типы гребных и парусных судов островных народов Полинезии, Меланезии и Микронезии, использовавшиеся ими в историческое время. Могут быть одно- и двухкорпусными, иметь один или два балансира, или же представлять собой катамараны. Помимо прибрежного плавания, некоторые из них приспособлены и для дальних океанских походов.

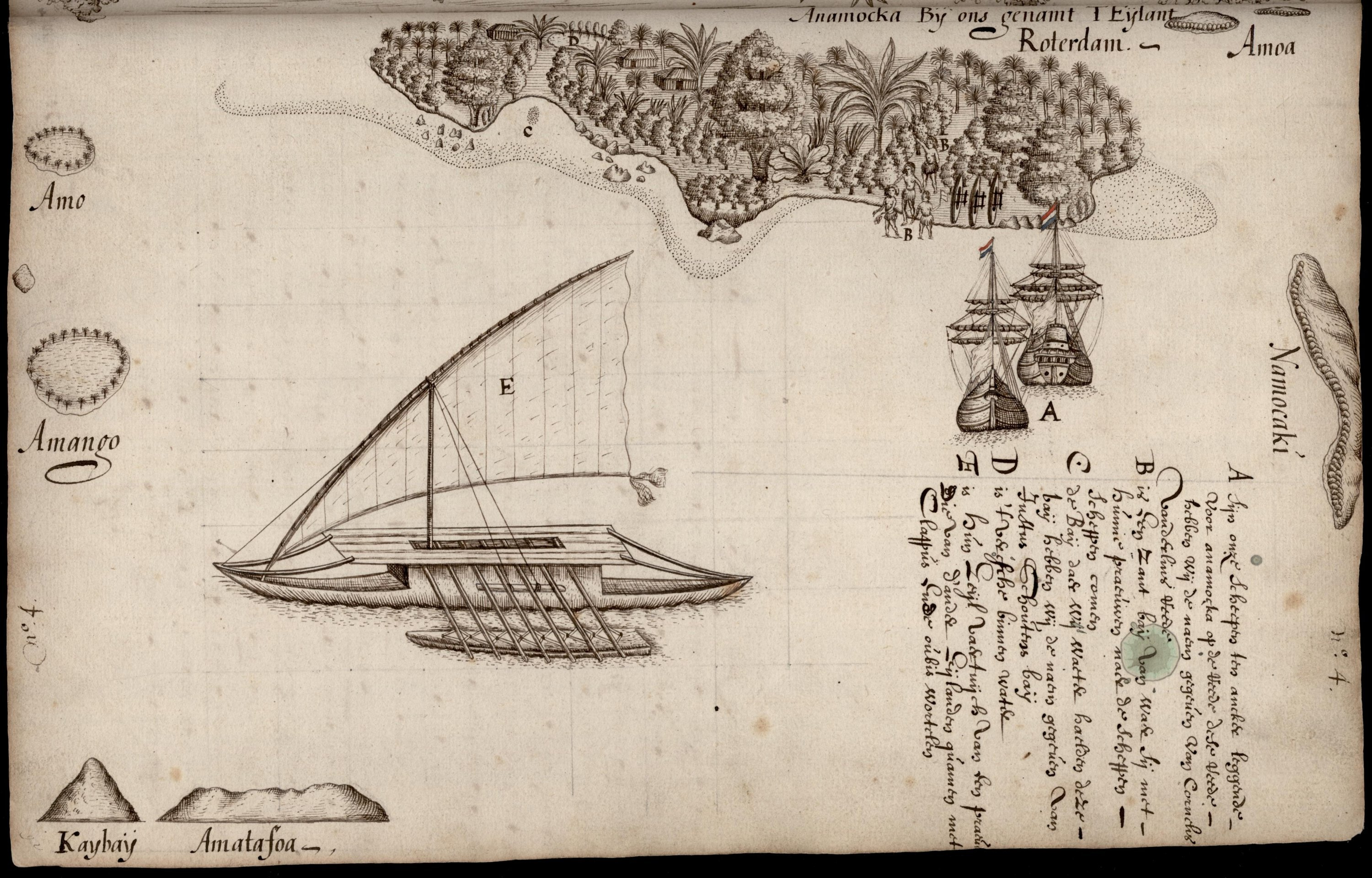
Полинезийское парусное судно с палубой и аутригером. Рис. из дневника экспедиции Абеля Тасмана (1642)

## История

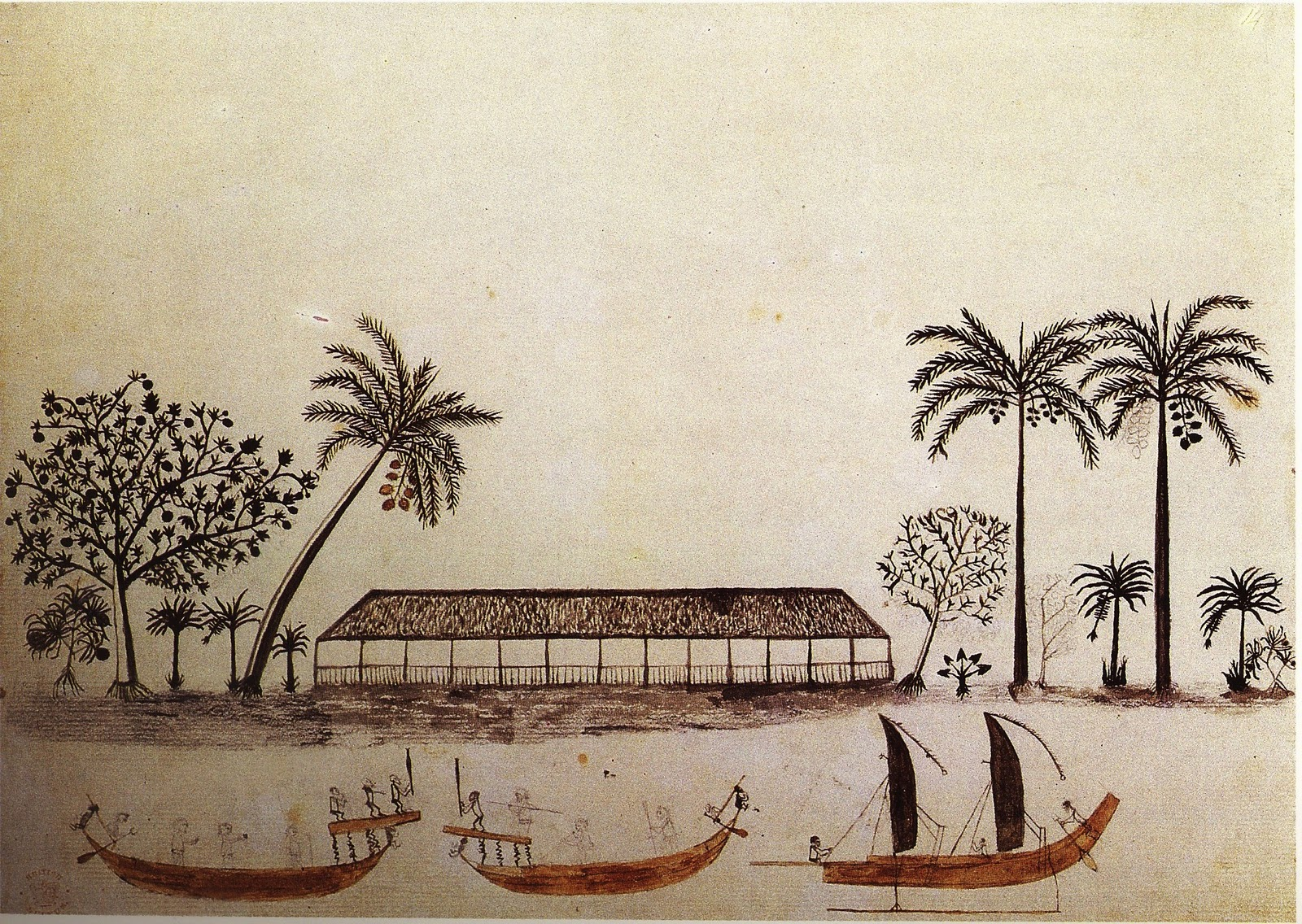
Таитянские каноэ. Рис. мореплавателя Тупаиа с Раиатеа (О-ва Общества), участника первого кругосветного плавания Джеймса Кука (1769)

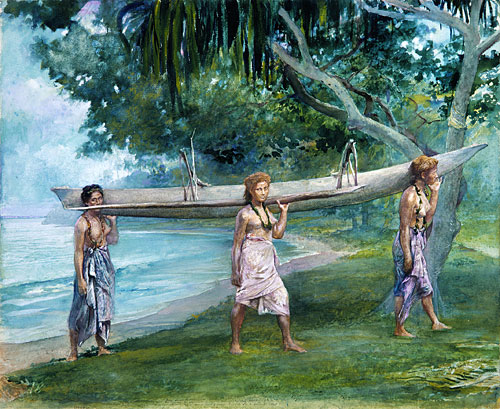
Девушки-самоанки из Вайялы, несущие каноэ. Худ. Джон Ла Фарж (1891)

Развитое кораблестроение ещё в древности способствовало расселению предков меланезийцев, полинезийцев и микронезийцев на островах Тихого океана. По мнению большинства исследователей, морская культура океанийцев сформировалась в ходе многовекового переселения их далёких прародителей из Юго-Восточной Азии на восток в сторону Тихого океана, «с острова на остров к вратам зари», как поётся в старинной полинезийской песне. Если в начале XX столетия учёные считали, что полинезийцы двигались в основном южным путём, мимо островов Индонезии, вдоль северного побережья Новой Гвинеи, а затем вдоль восточной каймы Меланезийской цепи к Фиджи, к середине века появились не менее убедительные доказательства существования, другого, северного пути их расселения, имевшего две ветки, первую через Микронезию, Маршалловы острова к Гавайям, и вторую — на юго-восток через архипелаг Гилберта и острова Феникс к Самоа.

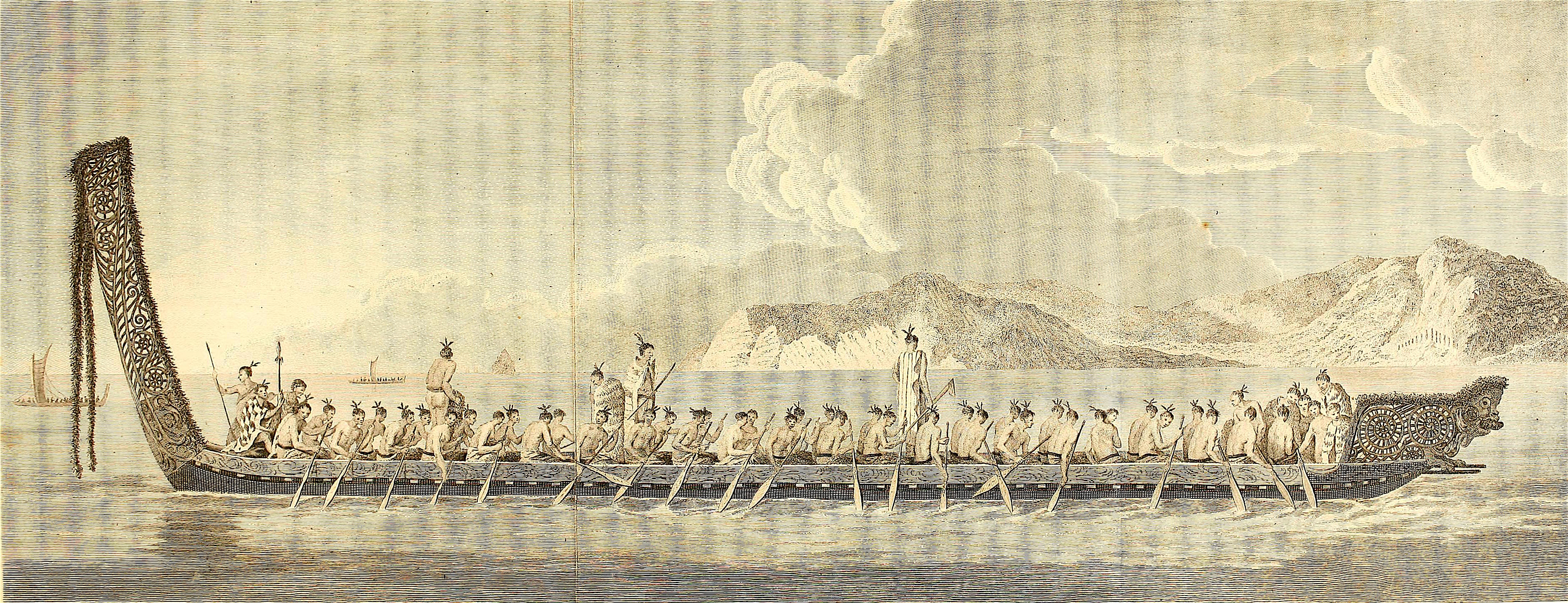
Боевое каноэ маори вака. Рис. участника второй кругосветной экспедиции Джеймса Кука (1773)

Навигационные познания океанийцев являются предметом давних научных споров, однако посетившие почти одновременно в 1774—1775 годах остров Таити капитан Джеймс Кук и испанский мореплаватель Хосе де Андиа-и-Варела свидетельствуют, что тамошние мореходы ориентировались в основном по солнцу, тщательно наблюдая перед выходом в море за направлением течений, волн и ветра, используя в последнем случае оригинальные вымпелы из коры и птичьих перьев. В ясную ночь, добавляет Варела, они правили судами ещё и по звёздам; примерно таким же образом плавали на большие расстояния, по словам Кука, жители островов Тонга, делая примерно семь узлов или миль в час. В 1777 году потомственный навигатор Тупаиа с острова Раиатеа (О-ва Общества) по памяти весьма точно описал капитану Куку расположение ряда островов Тихого океана.

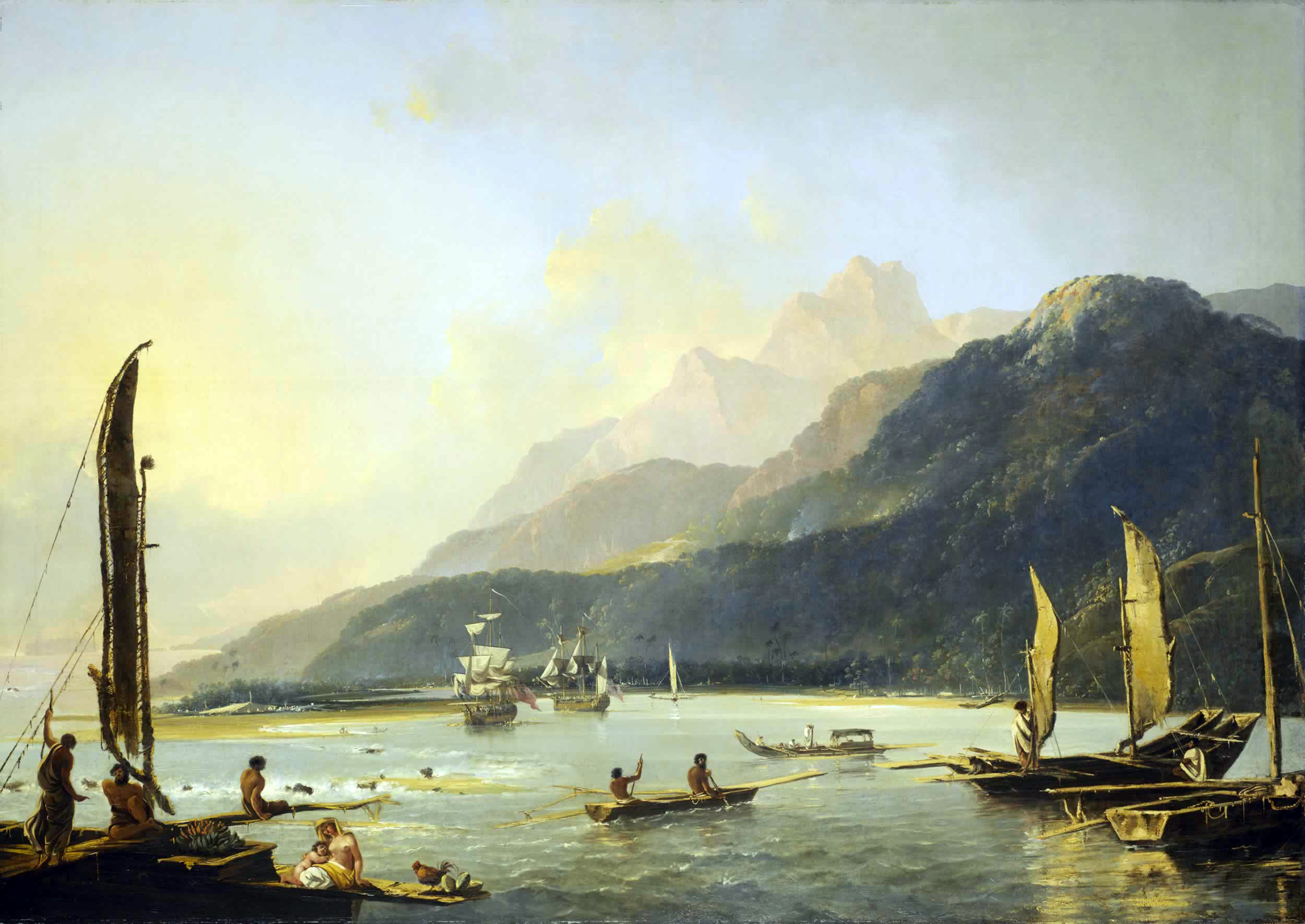
Корабли Джеймса Кука «Резолюшн», «Эдвенчур» и туземные суда на о-ве Таити. Худ. Уильям Ходжес (1776)

По наблюдениям Луи Антуана Бугенвиля, ориентируясь по звёздам, плавали на соседние острова и жители Таити. Взятый Бугенвилем на борт в апреле 1768 года таитянин Аотуру наглядно продемонстрировал ему свои немалые познания в устройстве звёздного неба, что заставило французского мореплавателя назвать это умение «полинезийским методом навигации». Мореплавателям Полинезии известно было огромное количество звёзд и они прекрасно помнили их положение и направление движения по небесной сфере, а натренированность их зрения была такова, что они способны были различать простым глазом кольца Юпитера. 

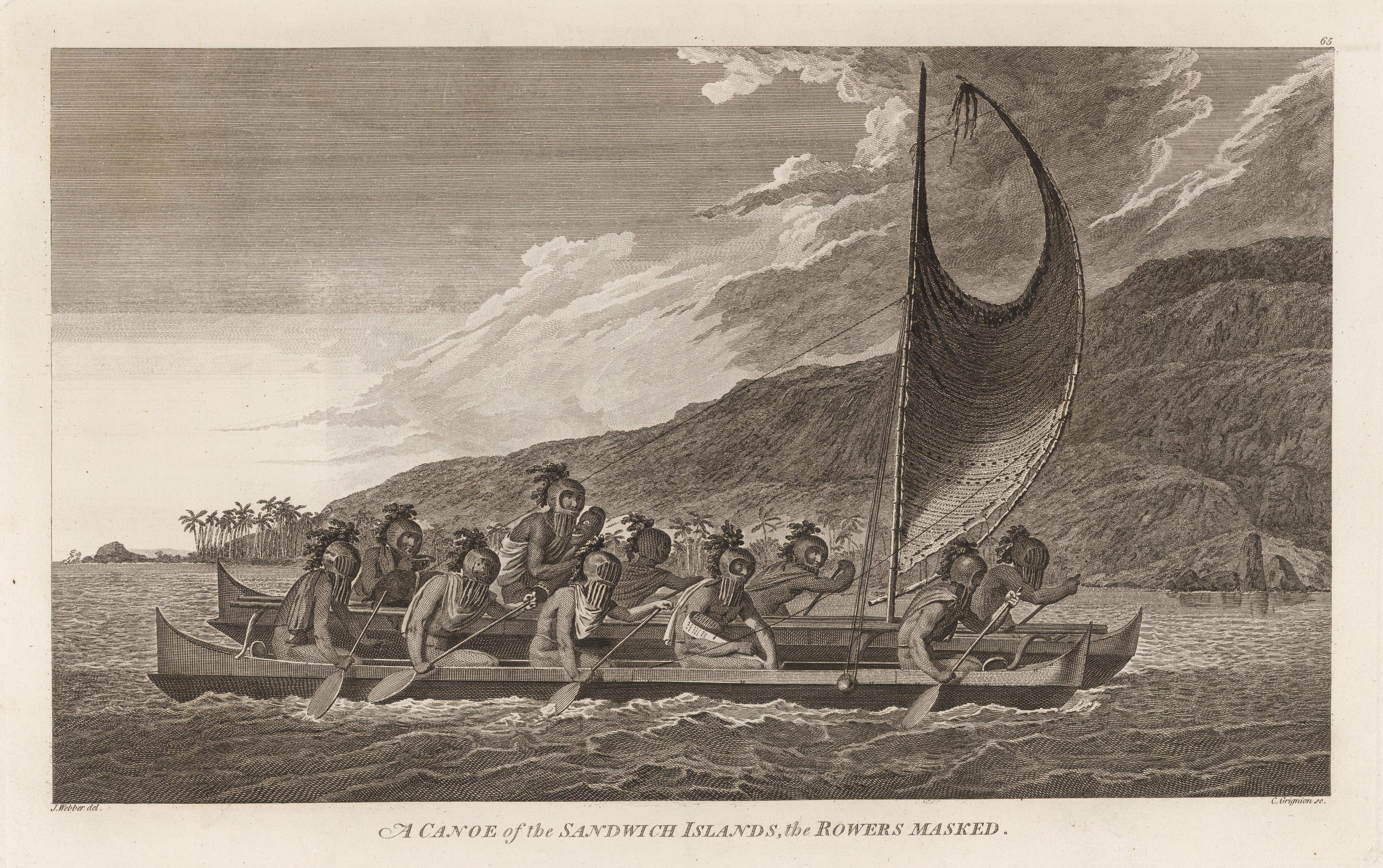
Гавайское ваа каулуа. Рис. Джона Уэббера, участника третьей кругосветной экспедиции Джеймса Кука (1779)

Современный американский эволюционный биолог и биогеограф Джаред Деймонд допускает, что в ходе длительных морских путешествий полинезийцы способны были предугадать приближение суши задолго до её появления на горизонте, наблюдая за перемещениями стай морских птиц.
Океанийские традиции судостроения зародились ещё в неолите, когда изобретённые для обработки дерева каменные инструменты позволяли уже выстругивать доски, соединявшиеся в край точно так же, как и в более древние времена сшивались шкуры, после чего их крепили к стойкам и рамам с помощью верёвок, сплетённых их растительных волокон. По мнению большинства исследователей, подобные принципы строительства судов практически без изменений дожили до появления в регионе европейцев. Показательно, что поперечные сечения и подводные части морских каноэ на Тонга и Таити — двух далеко отстоящих друг от друга островных групп — были идентичны. 

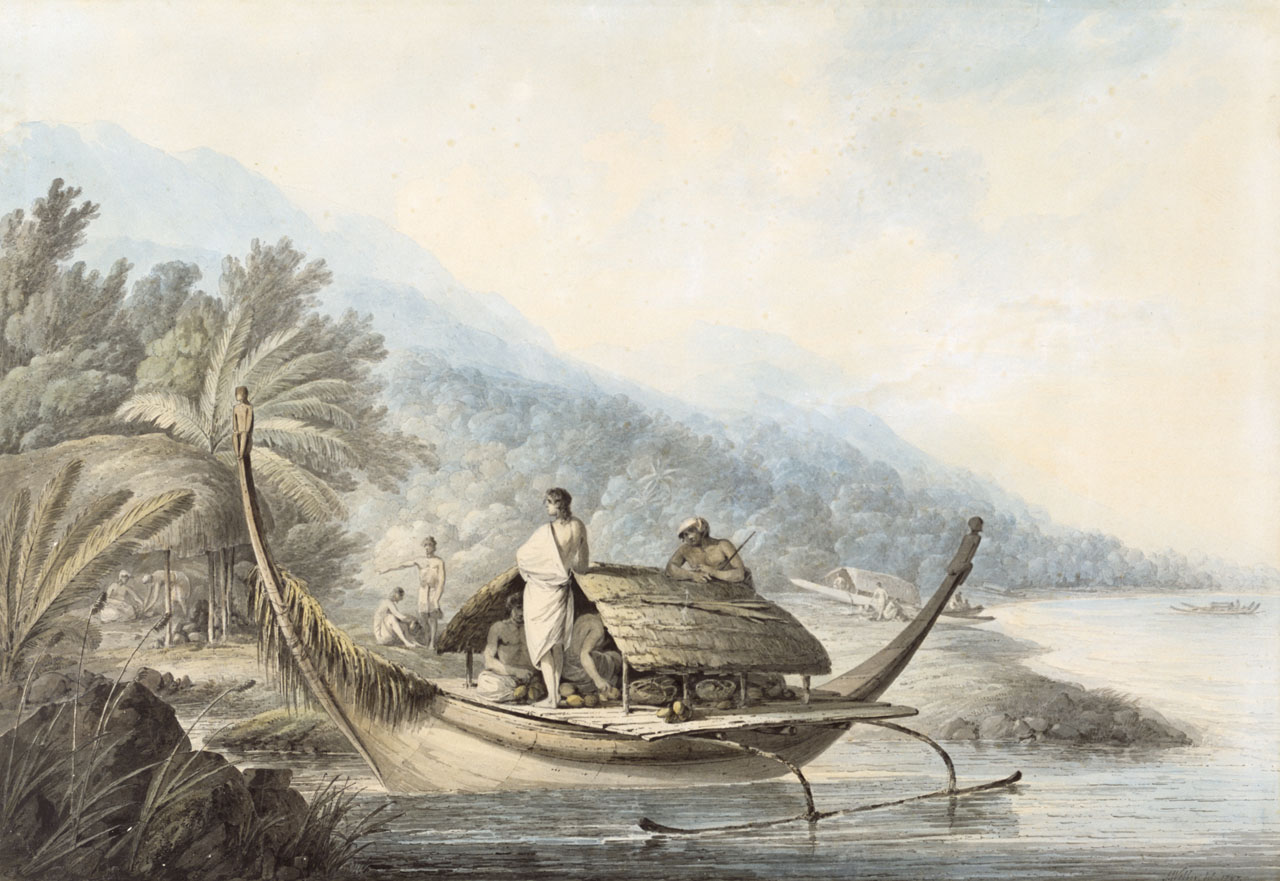
Каноэ жителей острова Раиатеа. Акварель Джона Уэббера (1787)

Некоторые таитянские каноэ-катамараны длиной превосходили «Индевор» Кука (32 м), но большинство тихоокеанских морских судов достигали в длину примерно 60 футов, имели V-образный корпус, набранный из широких со шпангоутами досок, скрепленных между собой плетёным тросом и проконопаченных соком хлебного дерева. В 1774 году Кук наблюдал у берегов Таити целую флотилию из 159 подобных катамаранов, клювовидные штевни которых были украшены искусной резьбой, и на каждом судне, помимо основной палубы, имелись боевые площадки, на которых находились воины с копьями. 

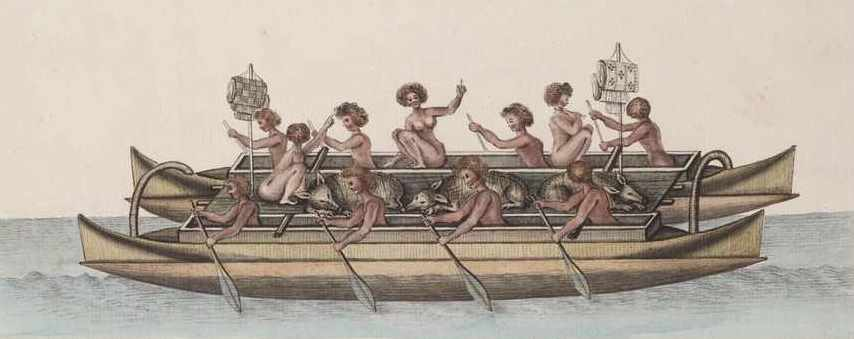
Двойное каноэ гавайцев, перевозящее женщин и свиней. Рис. Сигизмунда Бакстрема, участника кругосветной экспедиции Уильяма Брауна (1792—1795)

По-видимому, первоначально основным средством передвижения древним австронезийцам служили изготовлявшиеся из цельных древесных стволов путём выдалбливания или выжигания примитивные лодки-долблёнки, непригодные для плавания в открытом море, из-за чего ещё в древности к их корпусам стали нашивать сначала один, а затем несколько ярусов досок, а затем крепить балансиры-аутригеры, существенно повышавшие их остойчивость. Дерево, из которого изготовлялись поплавки балансиров, предварительно вымачивалось в воде, а для прикрепления державших их перемычек к корпусам лодок применялся сложный узел, который, согласно старинному полинезийскому преданию, изобрела красавица Лу’укиа, отвергшая домогательства влиятельного вождя и надевшая «пояс целомудрия» в виде скреплённого подобным узлом плетёного шнура, получившего названия «па’у-о-Лу’укиа» (юбки Лу’укиа).
Возможно, искусство строительства океанских судов с балансирами-аутригерами передали океанийцам древние жители Малайзии и Индонезии, называвшие такие лодки проа. Причём если малайцы и индонезийцы в обозримое историческое время строили симметричные каноэ с двойным аутригером, то полинезийцы и меланезийцы — с одинарным, а жители Микронезии — асимметричные, также с одинарным. При этом, маори Новой Зеландии аутригер был вовсе неизвестен. Из описаний путешественников известны проа самых разных размеров, от одноместных рыбацких судёнышек до океанских судов длиной до 30 м, вмещавших до 60 человек с припасами, домашней птицей в клетках и земляной печью для приготовления еды.

## Конструкция

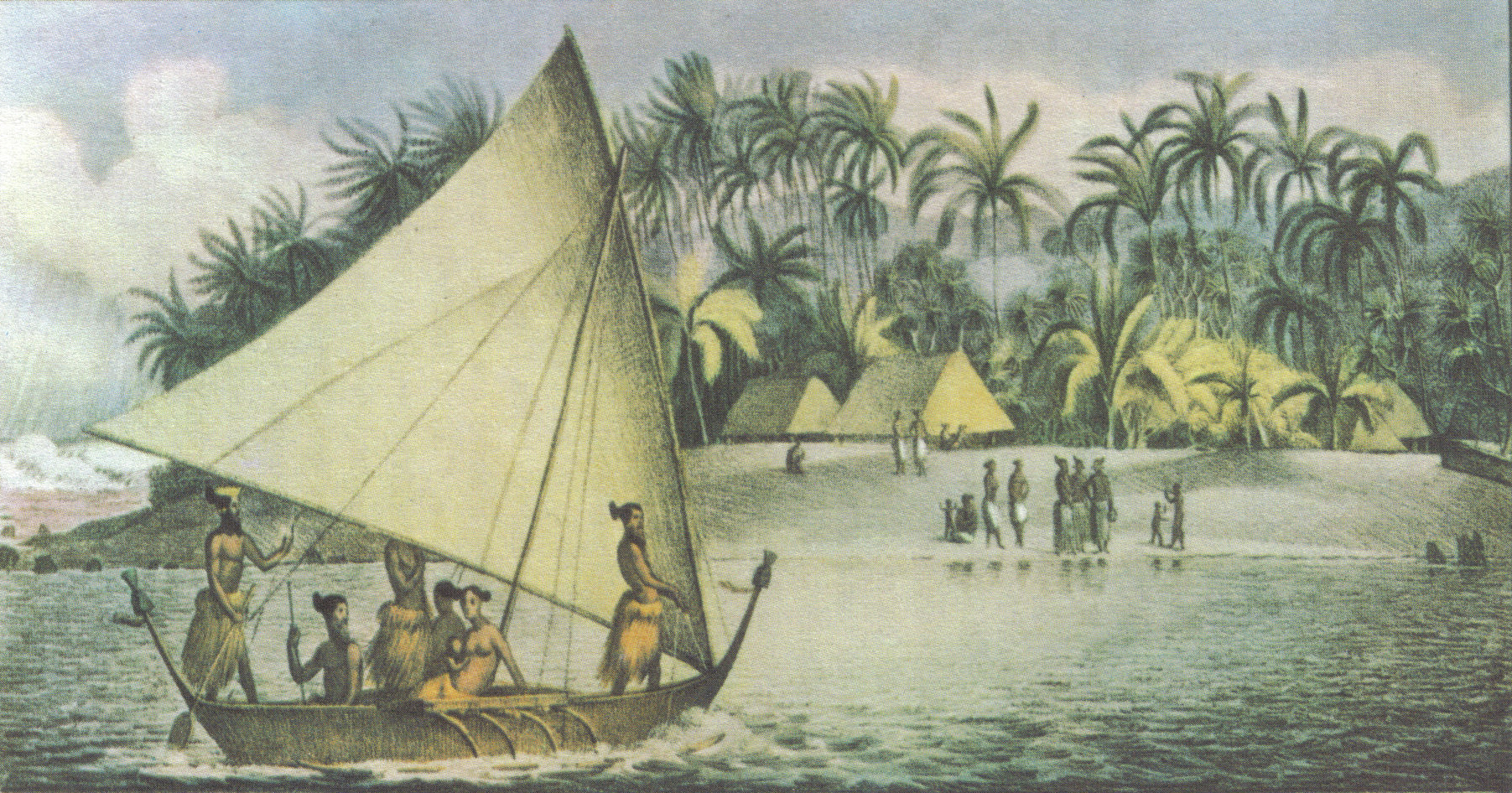
Каноэ, зарисованное у о-ва Тикехау художником Людвигом Хорисом, участником второй кругосветной экспедиции О. Е. Коцебу (1816)

У народа маори строительство подобных судов велось опытными специалистами, соблюдавшими определённые ритуалы, исключительно с помощью каменных топоров и долот. Пальмовые деревья для изготовления своих каноэ полинезийцы рубили как в островных долинах, так и в горах; стволы обтёсывались и раскалывались, затем древесина сортировалась: одна шла на киль, другая на доски обшивки и настила. Последние подгоняли плотно друг к другу, удаляя все шероховатости, и располагали одну над другой, причём верхний край нижележащей обмазывался мокрым илом. Швы промазывались толчёной кокосовой шелухой, смешанной с клейким соком хлебного дерева. По краям соседних досок просверливали по паре отверстий, через которые продевали сплетённый из волокон кокосовой кожуры шнур. Как правило, при постройке судна мастера располагались парами по обоим его сторонам, симметрично по отношению к килю, напевая в такт ритуальные песни. После скрепления досок корпус лодки омывали чистой водой, сушился и раскрашивался смешанной с углём красной глиной. Особое значение придавалось процессу скрепления с корпусом балансира. Отстроенное судно получало собственное имя и посвящалось богу Тане, после чего устраивалось пиршество по поводу его спуска на воду, для чего применялись круглые брёвна. Вместо европейского обряда крещения лодку заставляли хлебнуть морской воды (ину таи), так как океан считался «алтарём богов».

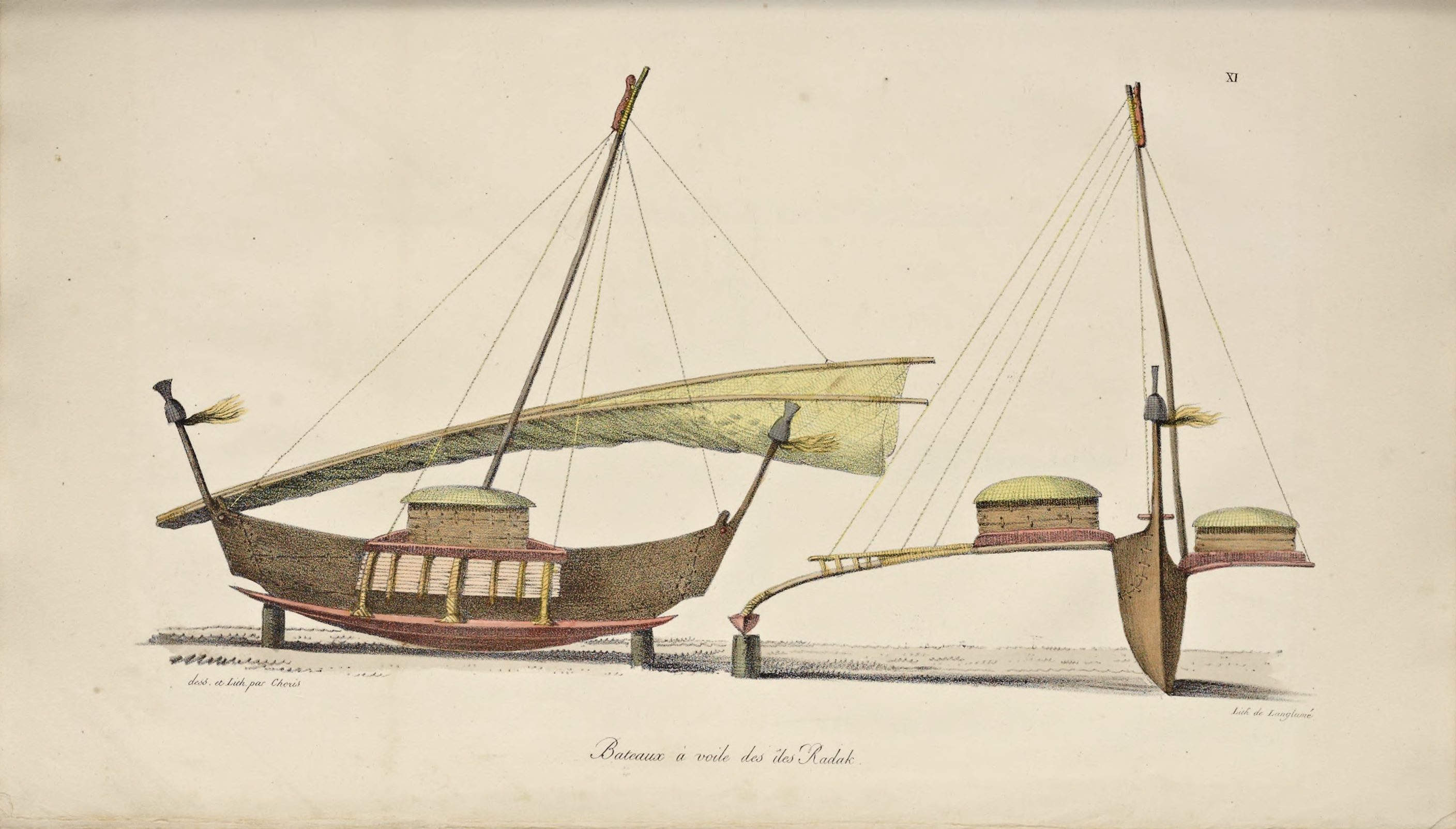
Каноэ c аутригером жителей архипелага Ратак группы Маршалловых островов. Худ. Людвиг Хорис (1822)

Процесс изготовления судов носил у маори сакральный характер, а сами корабли нередко становились объектами поклонения. Чешский этнограф и журналист Милослав Стингл наблюдал в 1970-х годах в гавани Кавхиа на Северном острове Новой Зеландии мемориал кораблю «Таи Нуи», доставившему сюда, согласно преданию, около 1350 года первых полинезийских поселенцев. За прошедшие шестьсот лет от деревянного корпуса судна уже ничего не оставалось, но на месте его истлевших носа и кормы находилось два памятных камня.
На Гавайях брусья и доски, полученные из древесины акации коа, связывали растительными волокнами, без единого гвоздя, корпус для водонепроницаемости смолили. Паруса в старину изготовлялись из циновок, сплетённых из вымоченных в морской воде волокон пандануса, в сравнительно недавнее время — из ткани. Они имели, как правило, треугольную форму и растягивались или на двух реях, так, чтобы вершина с острым углом крепилась снизу в носовой части судна, или же между мачтой и одним или двумя шпринтами. Поскольку у парусов из циновок уменьшить площадь нельзя, в штормовую погоду их приходилось приспускать или убирать с помощью фалов. Наиболее крупные каноэ получали личные имена и становились достоянием народных легенд и мифов. Каждое морское судно, помимо рулевых весёл, снабжалось черпаками для удаления просачивающейся воды и каменными якорями. На двойных судах, как правило, было два вида якорей: большой «стояночный», который во время шторма опускали в волны, и лёгкий, который бросали в воду, чтобы определить направление морских течений.

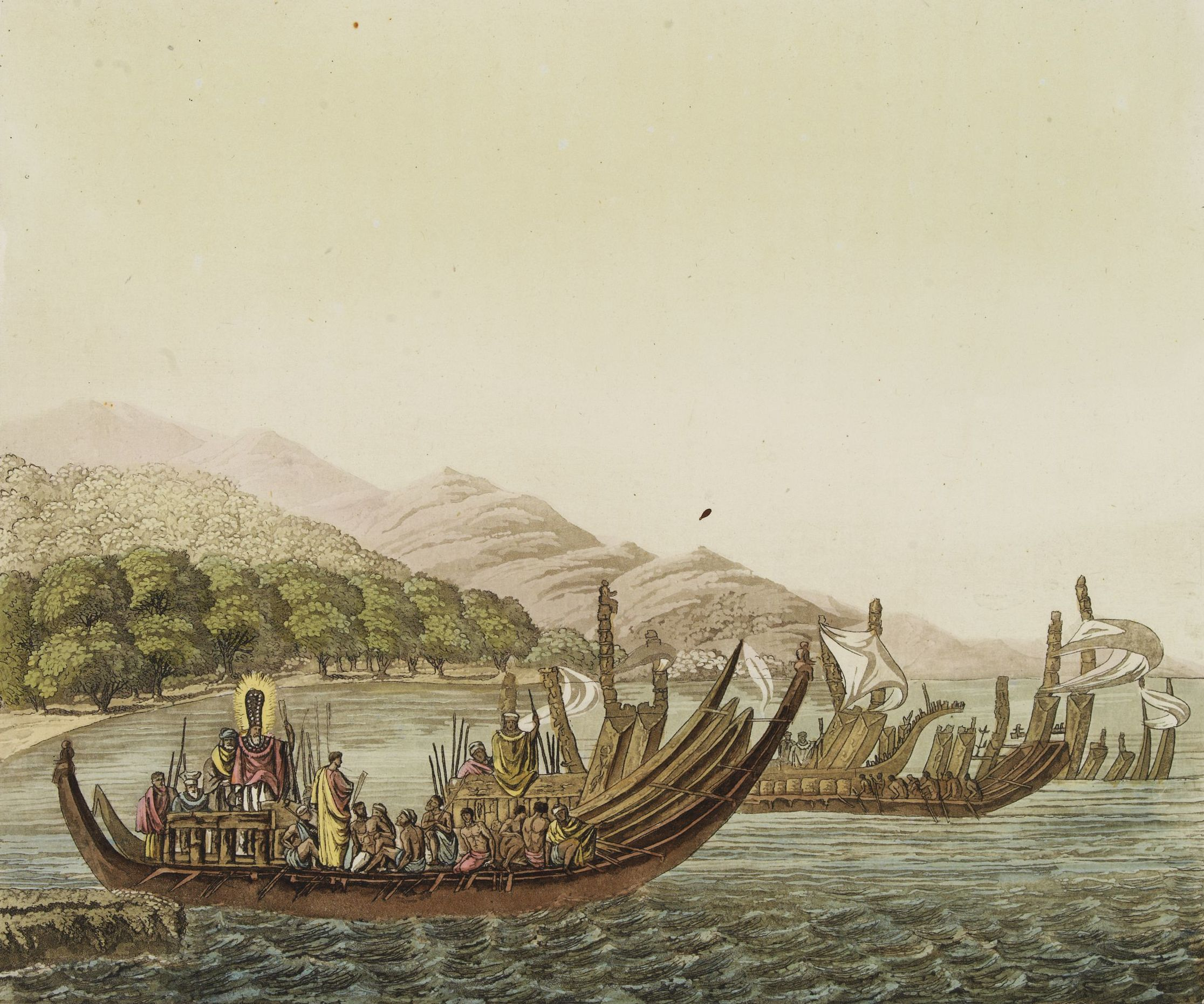
Боевые катамараны таитян. Гравюра из альбома Джулио Феррарио «Древний и современный костюм» (1827)

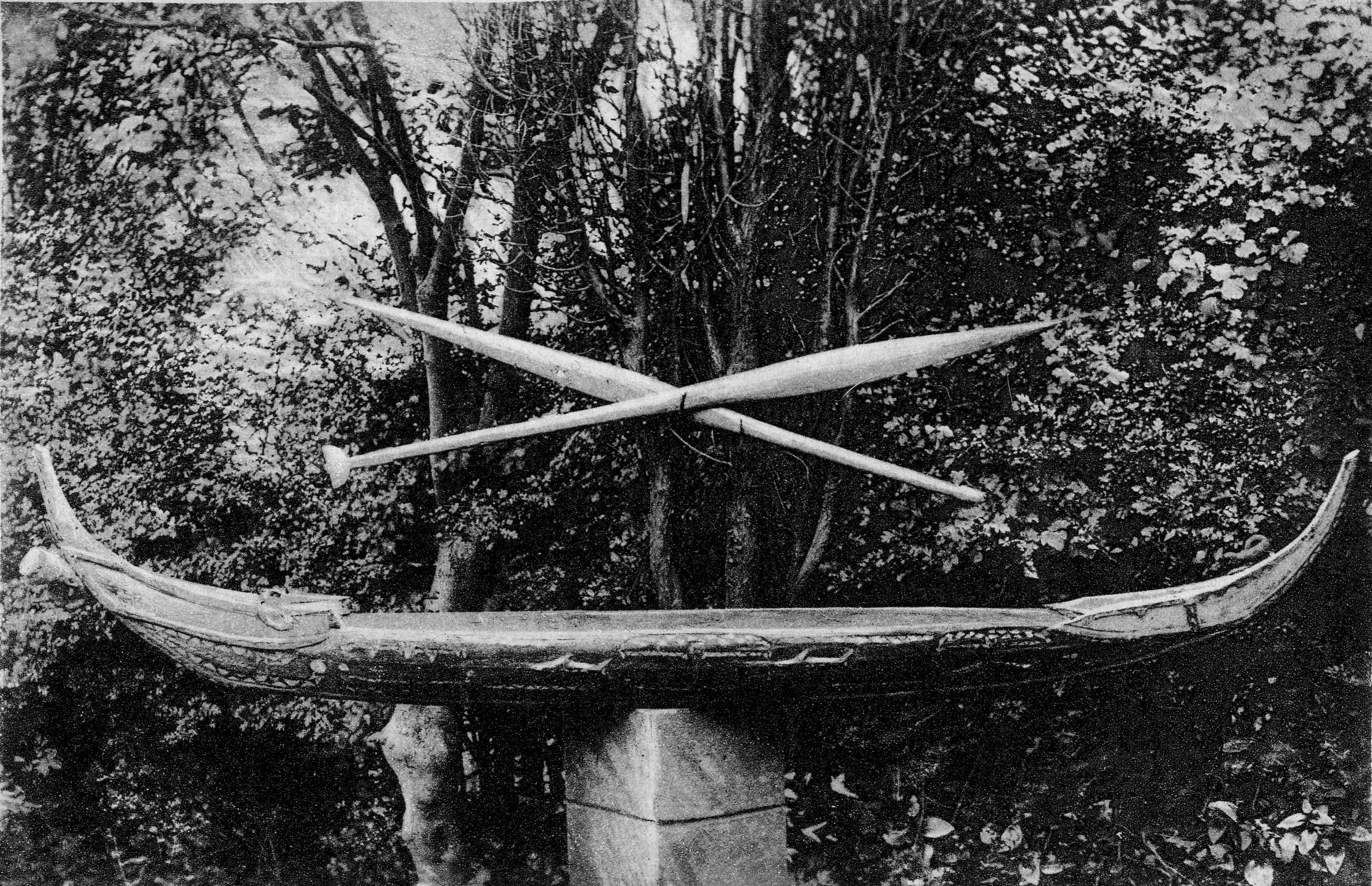
Модель каноэ с о-ва Сан-Кристобаль. Фото из книги Генри Брума Гуппи «Соломоновы о-ва и их народы» (1887)

Согласно наблюдениям русского мореплавателя Ф. П. Литке, обследовавшего в 1828 году Каролинские острова, лодки аборигенов острова Юалан имели длину от 20 до 30 футов и изготовлялись из выдолбленного ствола хлебного дерева, после чего борта наращивались досками в фут шириною, укреплявшимися верёвками. Отверстия замазывались мякотью хлебных плодов или просто затыкались раковинками, в силу чего воду из такого челна приходилось вычерпывать постоянно. Юаланские лодки снабжались лёгкими аутригерами и приводились в движение 8 или 10 гребцами. При этом парусами юаланцы не пользовались, поскольку никогда не заплывали за пределы окружавших их землю рифов, в отличие от жителей более крупного острова Понпеи, располагавших сходными по своим размерам и конструкции лодками, но оснащавшимися при этом треугольным парусом. 

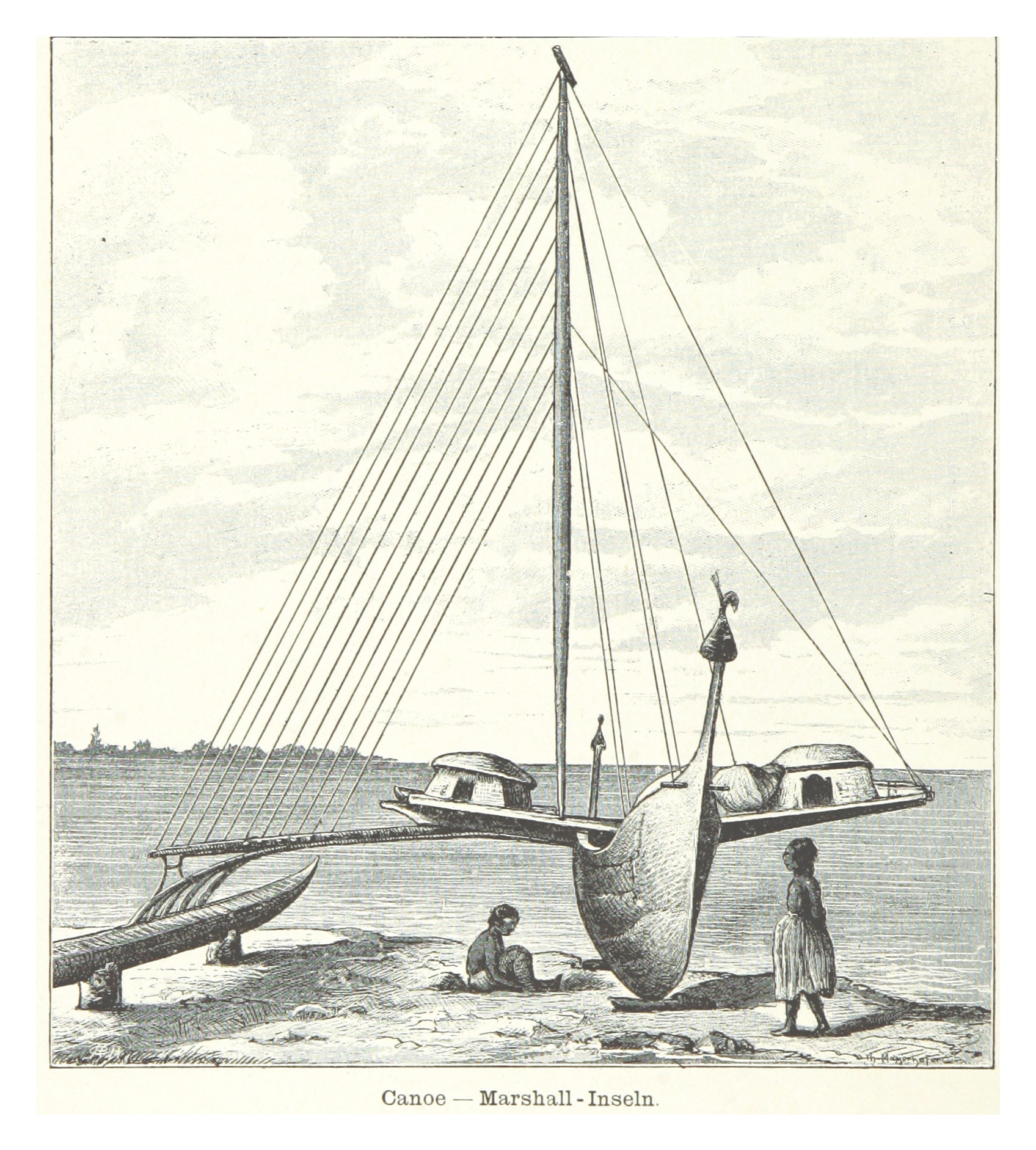
Каноэ с настилом и балансиром жителей Маршалловых островов. Литография из книги Франца Хернсхайма «Записки о южных морях» (1883)

По словам Бугенвиля, хлебное дерево употребляли в судостроении и таитяне, хотя для лучших из своих каноэ они рубили в горах более ценное кедровое дерево. Наиболее прочную древесину для изготовления судов в Океании давало вечнозелёное дерево таману, или калофиллум волокнистолистный, занесённое на острова австронезийскими народами из Юго-Восточной Азии в доисторические времена. Рощи таману считались священными и тщательно охранялись, так как из этого дерева изготовлялись также изваяния божеств (тики). По наблюдениям И. Ф. Крузенштерна, сделанным в 1804 году на острове Нуку-Хива, лодки там «все вообще с коромыслами, строятся из трех родов дерева, по которому они и ценятся. Сделанные из хлебного дерева и майо ценятся ниже тех, которые состроены из дерева, называемого нукагивцами тамана. Последние очень крепки и ходки. Впрочем, состроены весьма худо и сшиты веревками, свитыми из жилок кокосовых орехов. Самая большая, нами виденная, лодка имела в длину 33, в ширину 21/2, а в глубину 21/3 фута».
Наиболее совершенные суда с одним балансиром делали именно в Микронезии, состоящей главным образом из отдалённых друг от друга небольших островов, установление торгово-меновых связей между которыми невозможно было без развитого мореплавания. Как правило, лодки микронезийцев имели высокий асимметричный клиновидный корпус, ослаблявший дрейф в подветренную сторону. При этом подветренная сторона корпуса делалась почти плоской, а обращённая к балансиру — выпуклой.
Микронезийские лодки оснащались треугольным парусом, наклонявшимся в разные стороны от корпуса в зависимости от выбранного курса. Нос у них не отличался от кормы, и суда можно было направлять вперёд или назад, просто поворачивая парус вокруг мачты в положении галфвинд. Места для груза и пассажиров располагались в середине или у подветренного борта. Подобный тип лодок заимствовали у микронезийцев жители островов Санта-Крус в Меланезии, а затем фиджийцы и новокаледонцы.
Наряду с судами, снабжёнными аутригерами, в отдельных районах Океании, например, на Соломоновых островах и Новых Гебридах, существовало искусство изготовления дощатых лодок без балансиров — монов — корпуса которых сшивались из досок дерева тима и промазывались смолой паринариума. От каноэ с балансиром они отличались не только конструкцией, но и способом гребли: гребцы в них сидели попарно, и каждый в паре грёб только на стороне своего борта. Ещё в начале XX века на архипелаге Бисмарка проживало племя ламасса во главе с вождём Панаке, славившееся искусством изготовления подобных лодок. Но и его превосходили своим мастерством жители Соломоновых островов, особенно островов Бука и Рубиана, способные делать ещё более крупные моны, вмещавшие по 90 чел. и своими высоко вздымавшимися носом и кормой напоминавшие по форме лунный серп.
Существовали в Океании области, где в силу не до конца выясненных причин, возможно, из-за удалённости, распространение получили более примитивные плавсредства. Так, аборигены архипелага Чатем, мориори, пользовались вместо цельнодолблёных лодок плоскодонками из связок льна или папоротника, а жители острова Мангарева — бревенчатыми плотами, оснащавшимися парусом. Вышеназванный Джаред Деймонд допускает, что в древности жители Мангаревы могли пользоваться такими же судами, как и в остальной Полинезии, но многолетняя вырубка ими местных лесов привела к обезлесению, и ко времени открытия в 1797 году острова европейцами крупных деревьев для постройки каноэ в их распоряжении просто не оставалось. В подтверждение своей гипотезы он приводит пример из исторической реконструкции, когда в 1999 году новодел гавайского морского судна «Хокуле’а», отплыв с Мангаревы, сумел достичь за 17 дней острова Пасхи, преодолев, таким образом, расстояние почти в 2600 км.

## Описания путешественников

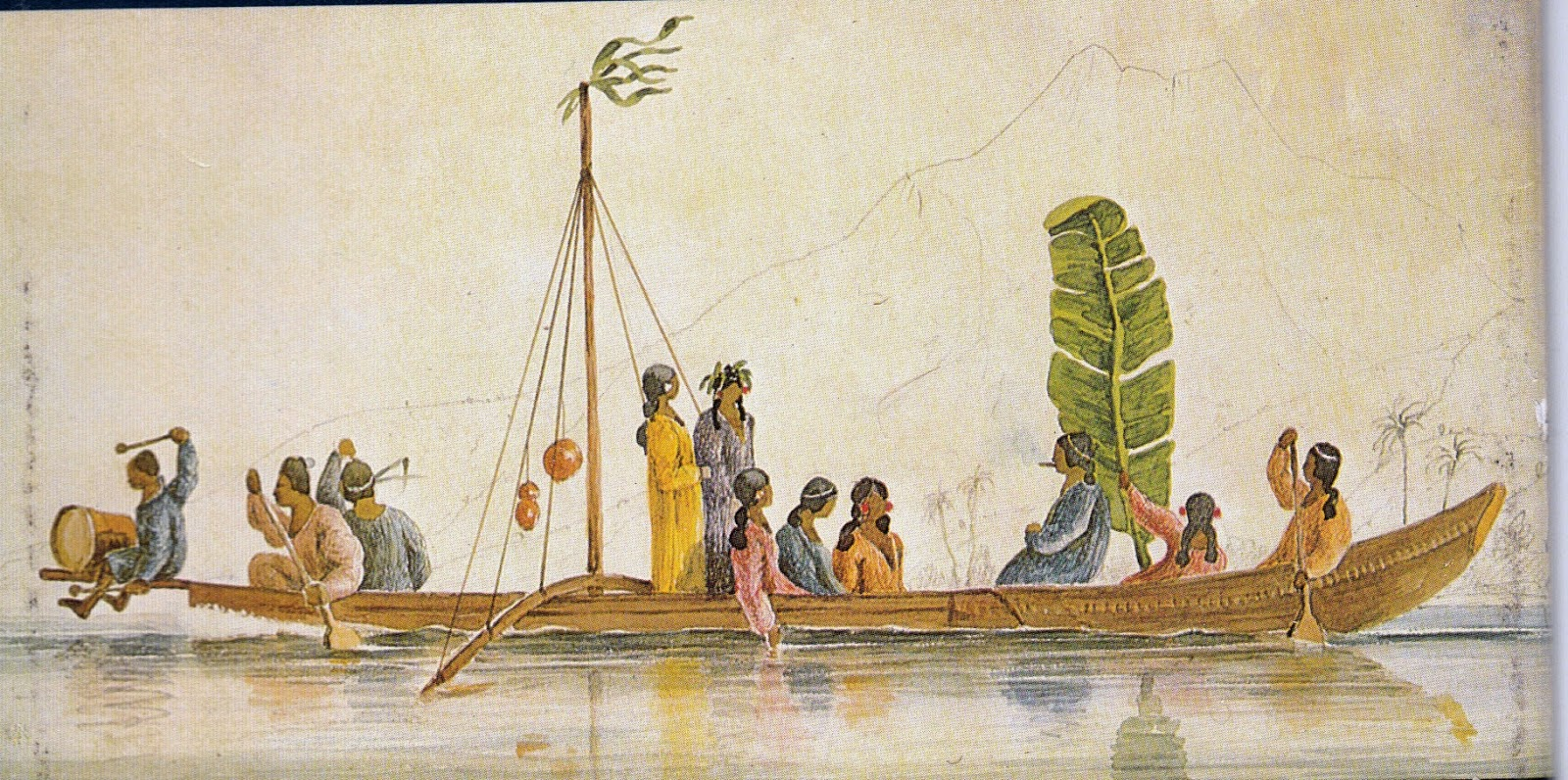
Прогулка королевы Таити Помаре IV в каноэ с балансиром. Акварель Генри Бима Мартина (1846)

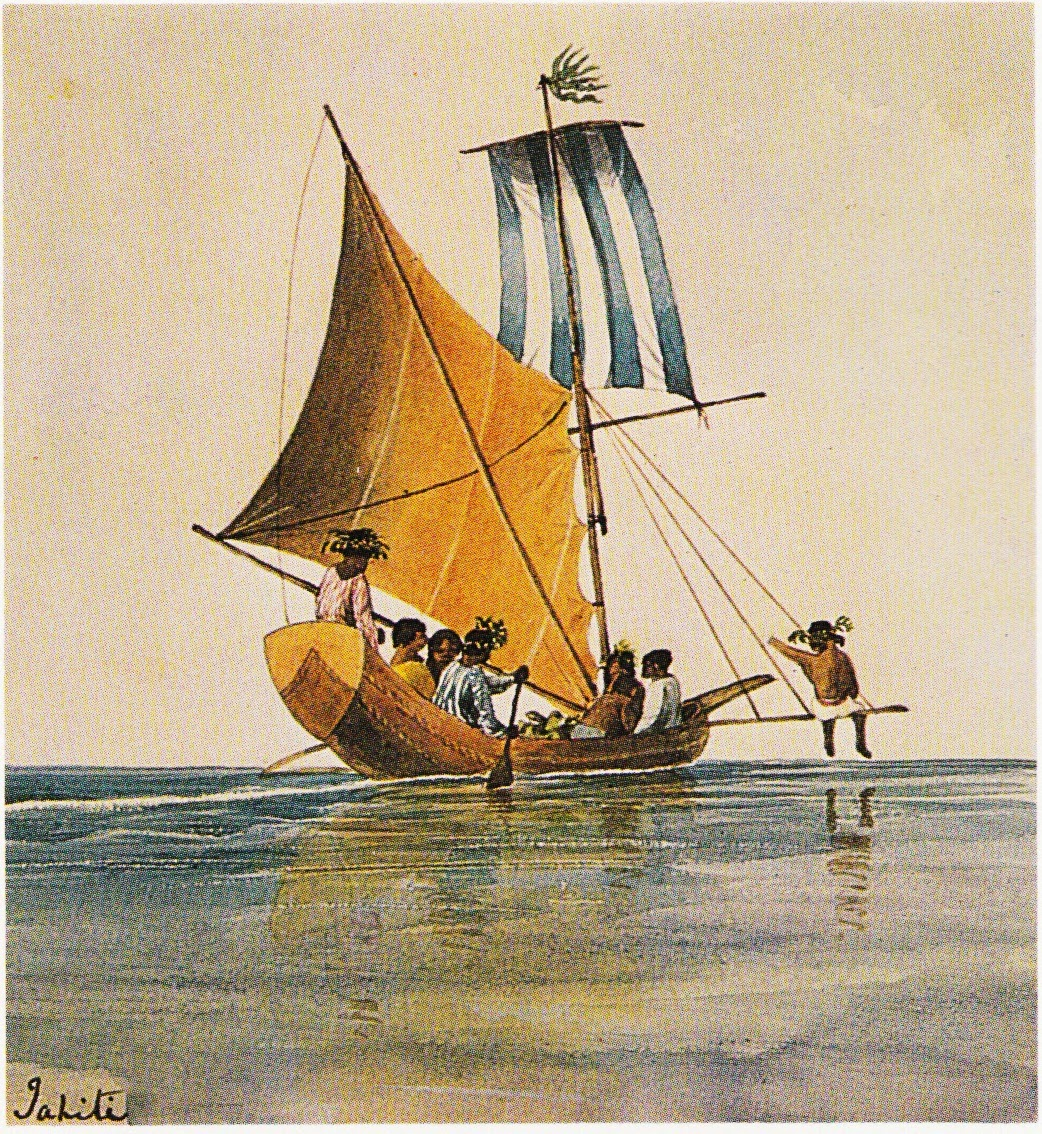
Таитянское каноэ. Акварель Генри Бима Мартина (1847)

Первые европейские описания полинезийских судов появились в эпоху великих географических открытий. Участник кругосветной экспедиции Магеллана Антонио Пигафетта наблюдал 1521 году у туземцев с Марианских островов парусные лодки с балансиром, после чего архипелаг этот получил у испанцев название «острова Латинских парусов». А в 1600 году голландский пират и мореплаватель Оливье ван Ноорт встретил здесь уже «чуть ли не двести лодок, в каждой из которой находилось не менее двух-трех человек… Даже если удавалось перевернуть их лодки, это им было нипочем, поскольку они только отплывали в сторону, потом подплывали, ставили лодку в правильное положение и продолжали за нее держаться. Их лодки длинные и узкие, причем они одинаково быстро продвигаются вперед, без разворота, и со стороны носа, и со стороны кормы».

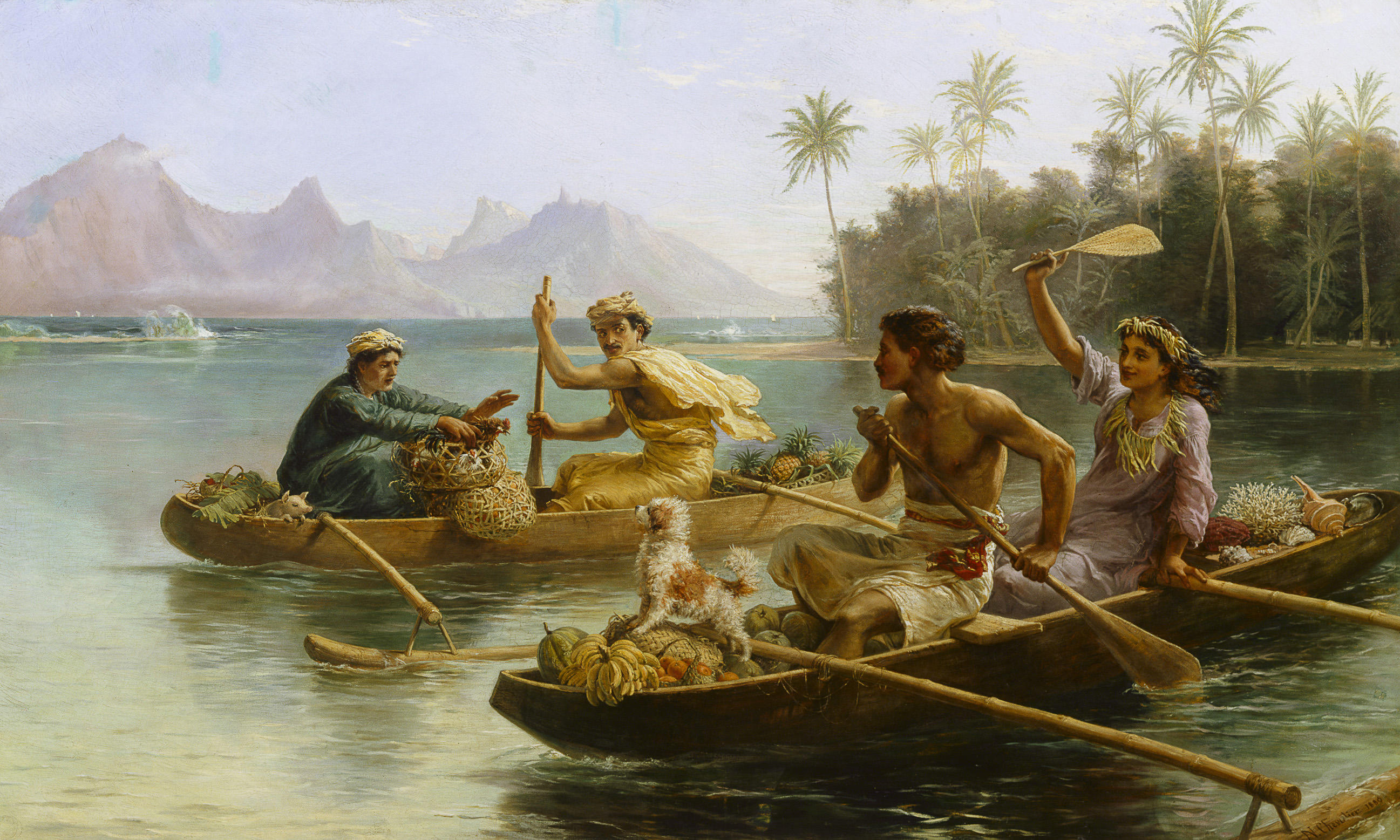
Таитяне, плывущие на рынок. Худ. Николя Шевалье (1880)

Но исследователи XVII—XIX вв. неоднократно наблюдали у коренных жителей Новой Зеландии, Таити, Тонга, Гавайев, Самоа и пр. и значительно более крупные суда. Длина океанских каноэ полинезийцев составляла от 60 до 80 футов, но встречались и более 100 футов. Так, легендарное судно «Таинуи», на котором, согласно преданию, прибыли в Новую Зеландию предки современных маори, судя по сохранившимся на побережье залива Каухиа каменным подпоркам, имело длину около 70 футов, то есть свыше 20 м.

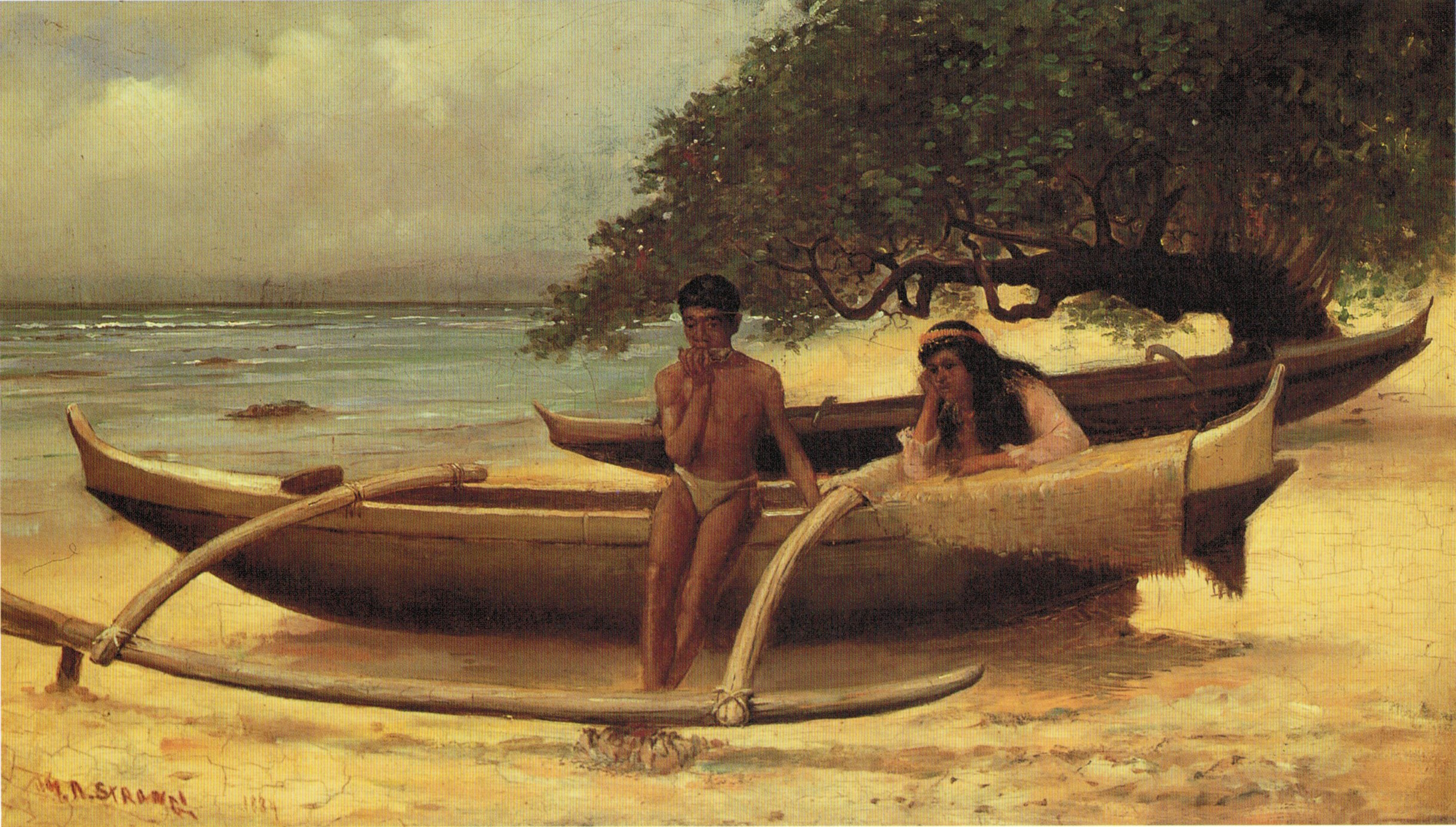
Гавайское каноэ ваикики (waikiki). Худ. Джозеф Дуайт Стронг (1884)

Руководитель первой французской кругосветной экспедиции 1766—1769 годов Луи Антуан де Бугенвиль, поражённый судами жителей островов Самоа, назвал последние «островами Мореплавателей». «Несмотря на то что мы шли со скоростью 7 или 8 морских миль в час, — сообщает он, — эти парусные пироги свободно ходили вокруг наших кораблей, точно мы стояли на якоре». Не меньшее впечатление произвели на него лодки меланезийского населения Соломоновых островов: «Они хорошо построены и имеют значительную длину; корма и нос их сильно приподняты для защиты от стрел. Нос одной их пирог украшало деревянное скульптурное изображение человеческой головы с глазами из перламутра и ушами из панциря черепахи; лицо этой скульптуры напоминало маску с большой бородой; губы были выкрашены ярко-красной краской».
Но наибольшее впечатление на Бугенвиля произвело кораблестроительное искусство жителей Таити:

«У них имеется два вида пирог: одни маленькие, почти без всяких украшений, выдолбленные целиком из стволов деревьев; другие — намного больше и с очень искусной отделкой. Выдолбленный древесный ствол служит, как и у малых пирог, дном пироги и составляет от носовой части примерно две трети всей ее длины; второй ствол служит в качестве кормы, которая загнута и сильно приподнята, так что конец кормы находится на высоте 5 или 6 футов над водой; обе части соединены друг с другом по дуге окружности, а так как у таитян нет гвоздей, чтобы соединить обе части, они проделывают в них отверстия и продевают в эти отверстия сплетенные кокосовые волокна, представляющие собою нечто вроде прочных веревок. Борта у пирог обшиты досками шириной примерно в один фут. Доски прикреплены к дну пироги такими же веревками, причем швы ничем не промазываются… Для придания большей устойчивости этим легким суденышкам на одном из бортов пироги устанавливают балансир. Это довольно длинный деревянный брус, положенный на две перекладины длиной от 4 до 5 футов каждая; концы этих перекладин закреплены на пироге. Когда пирога идет под парусом, доска выдвигается наружу с противоположной от балансира стороны; назначение ее — прикрепление в ней снастей, удерживающих мачту, а для того чтобы пирога была менее валкой, на конец доски становится человек или кладут какой-нибудь груз.»
Высоко оценивал кораблестроительное искусство аборигенов островов Тонга участник второй кругосветной экспедиции Джеймса Кука (1772—1774) немецкий естествоиспытатель Георг Форстер:

«Их каноэ по устройству весьма различны. У обычных, маленьких, в которых они привозили товары на продажу, очень острый киль. С носа и кормы они одинаково сильно заострены и при этом такие узкие, что волны часто переплескивали через борт; чтобы в таких случаях каноэ не наполнялось водой, корма и нос сверху покрывались или заколачивались досками. Чтобы каноэ не переворачивалось, у него обычно имелся легкий выносной поплавок или балансир, укрепленный на перекладине. Само каноэ делалось из нескольких планок твердого коричневого дерева, так искусно подогнанных одна к другой и сшитых кокосовым волокном, что совершенно не пропускали воду… Хотя каноэ обычно имеют длину от 15 до 18 футов, они от носа до кормы отполированы, как лучшие наши столярные изделия. Это поистине достойно удивления, поскольку все здешние инструменты представляют собой лишь жалкие кусочки кораллов, а рубанок — просто шкура ската… Другой вид каноэ предназначен для плавания под парусом, и люди, сведущие в морском деле и кораблестроении, должны были признать, что они прекрасно для этого приспособлены. Одно такое каноэ мы видели в заливе Марии. Оно состояло из двух меньших, плотно прикрепленных друг к другу. Планки были сшиты вышеописанным образом, но оба каноэ целиком покрыты палубой и, подобно боевым лодкам таитян, снабжены приподнятым помостом пли платформой. Некоторые из этих парусных лодок могут везти сто пятьдесят человек…»

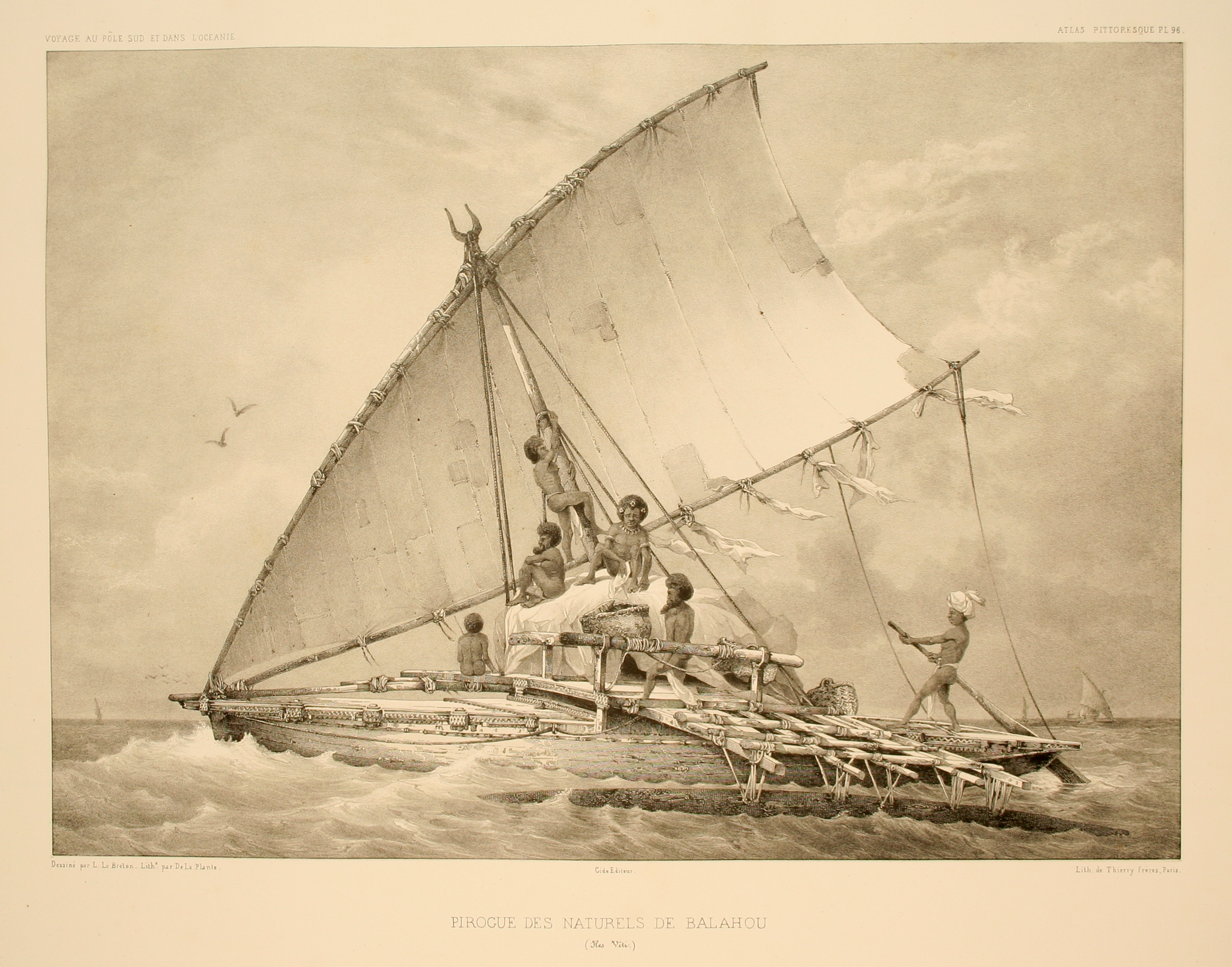
Камакау фиджийцев. Литография Луи Бретона из описания кругосветного путешествия Дюмон-Дюрвиля (1846)

Участник первой русской кругосветной экспедиции И. Ф. Крузенштерна и Ю. Ф. Лисянского (1803—1806) Е. К. Фридерици свидетельствует, что конструкция каноэ меланезийцев, имевших узкие корпуса длиной около 20 м и шириной около 70 см, а также их балансиров и брусьев, соединявших последние с корпусом, были практически идентичны тем, которые использовались жителями Молуккских островов. Русский мореплаватель первой половины XIX века Отто Коцебу рассказывал о военных лодках таитян, что они «достигали такой величины, что вмещали по сорок и более человек, сооружались из досок, скрепленных кокосовыми веревками, и тщательно проконопачивались».
Польский этнограф и натуралист Ян Станислав Кубары, в 1870—1880-х годах живший на островах Палау в восточной части Каролинского архипелага, не только детально изучил конструкцию местных судов, но и сам неоднократно плавал на них. В своём очерке «Морские перевозки и островная торговля на центральных Каролинах», опубликованном в 1882 году в Варшаве в журнале «Вшехсвят», он сообщает:

«Как все лодки в Океании, мелиук, или мессук, Каролинских островов состоит из собственно лодки и внешнего поплавка, удерживающего в равновесии саму лодку, а также помоста, соединяющего обе части. В каноэ, предназначенных для морских путешествий, есть еще и четвертая часть, своего рода помост на подветренной стороне, на котором помещается нечто вроде крыши, где наиболее ценный груз и капитан с лоцманом находят укрытие во время путешествия. Собственно лодка уа помещается в середине всего каноэ, она и несет его, имея на подветренной стороне эпеп, т. е. вышеупомянутый помост с крышей, а на наветренной стороне балансир — там. Каноэ двигается благодаря парусу треугольной формы и значительных размеров. Этот парус, как и повсюду в Океании, плетут из листьев пандануса, и он мало чем отличается от парусов с соседних островов. Его размеры — до 40 квадратных метров — позволяют лодке (самая большая из них не превышает 30 футов в длину) быстро передвигаться на спокойной воде…»
Вышеназванный чешский путешественник Милослав Стингл уточняет, что гавайские каноэ брали на борт до 70 человек с трёхнедельным запасом пищи и способны были покрывать расстояние в 4 000 км со скоростью 8–9 узлов. Самые же крупные полинезийские суда, по утверждению Стингла, могли достигать в длину до 40 м, а в ширину (с аутригером) — до 10 м, и брать на борт до 200-300 чел. По утверждениям датского этнографа и путешественника Арне Фальк-Рённе, боевые каноэ фиджийцев с острова Мбау достигали 40 м в длину, 7 м в ширину и способны были поднять на борт до 100 воинов.

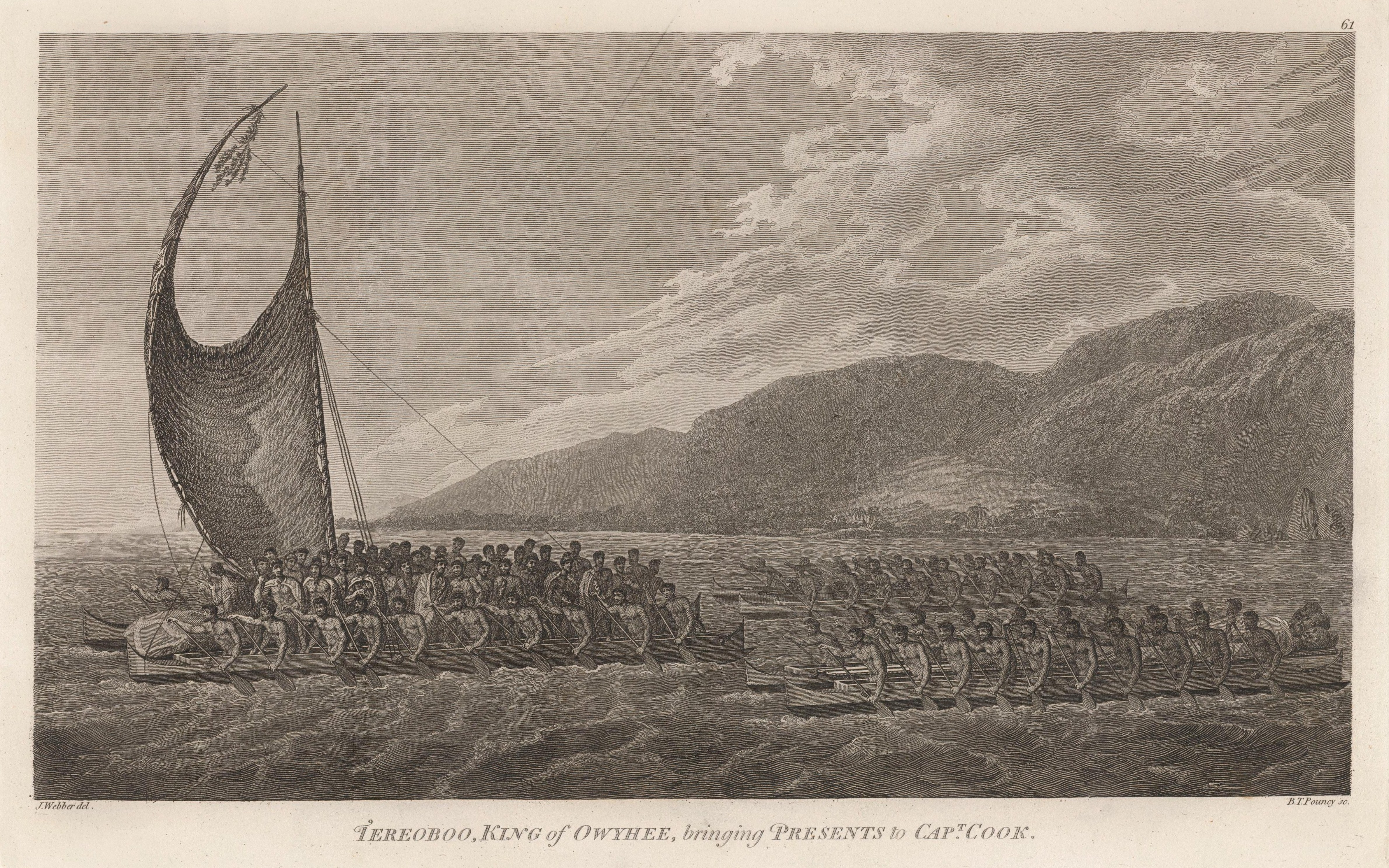
Ваа каулуа гавайского вождя Тереобоо с о-ва Кауаи. Рис. Джона Уэббера, участника третьего кругосветного путешествия Джеймса Кука (1779)

Ещё в XVII веке европейские мореплаватели наблюдали у жителей Океании довольно крупные катамараны, оснащённые парусом, соединительным мостом для размещения грузов и вмещавшие десятки людей. Полинезийские суда подобного типа являлись самыми большими, как правило, у них чётко выделялись нос и корма; исключение в этом плане представляли собой лишь лодки жителей Туамоту. Катамараны гавайцев ваа каулуа достигали, по словам Коцебу, 70 футов в длину, 60 в ширину и 3,5 в высоту. Катамараны туземцев с островов Тонга тонгиаки оснащались треугольными парусами на коротких наклонённых вперёд мачтах с раздвоенным топом, через который пропускали фалы для подъёма и спуска шпринтов, нижние концы которых крепились не у мачт, а между обоих корпусов. Такие суда развивали скорость не менее 8 узлов и позволяли совершать плавания на тысячи миль. Но самыми крупными являлись военные катамараны жителей островов Общества, корпуса которых, равновеликие и симметричные в сечении, достигали в длину 30 метров, оснащались резной кормой высотой в 8 метров и вмещали 114 гребцов каждый.

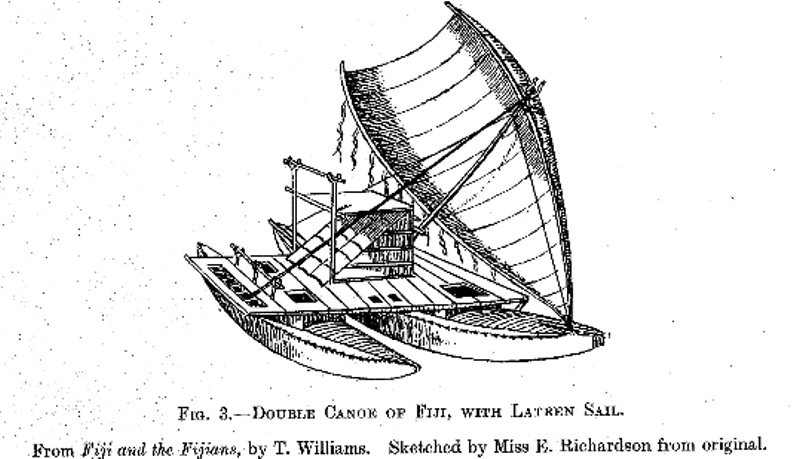
Фиджийский катамаран waqa drua. Рис. из книги Томаса Уильямса и Джеймса Калверта «Фиджи и фиджийцы» (1860)

Катамараны тонголезцев, по наблюдениям того же Кука, в XVIII столетии получили усовершенствование, выражавшееся в том, что корпус с наветренной стороны имел меньшие размеры, что позволяло применять способ поворота, известный ранее микронезийцам, при котором при переходе на другой галс парус опускался и быстро переносился вокруг мачты; рулевое весло при этом также перемещалось с кормы на нос. На Новой Зеландии Кук познакомился с местными катамаранами тануи, корпуса которых изготовлялись из стволов сосны каури и достигали длины в 20 метров. Каждый из них нёс 6-метровую резную скульптуру, восхищавшую мореплавателя своим изяществом. Мачта тануи состояла из двух высоких шестов, опиравшихся на каждый из корпусов и соединённых в виде буквы «х». Одна из таких мачт несла парус, а другая штаг, крепившийся на одном из каноэ.

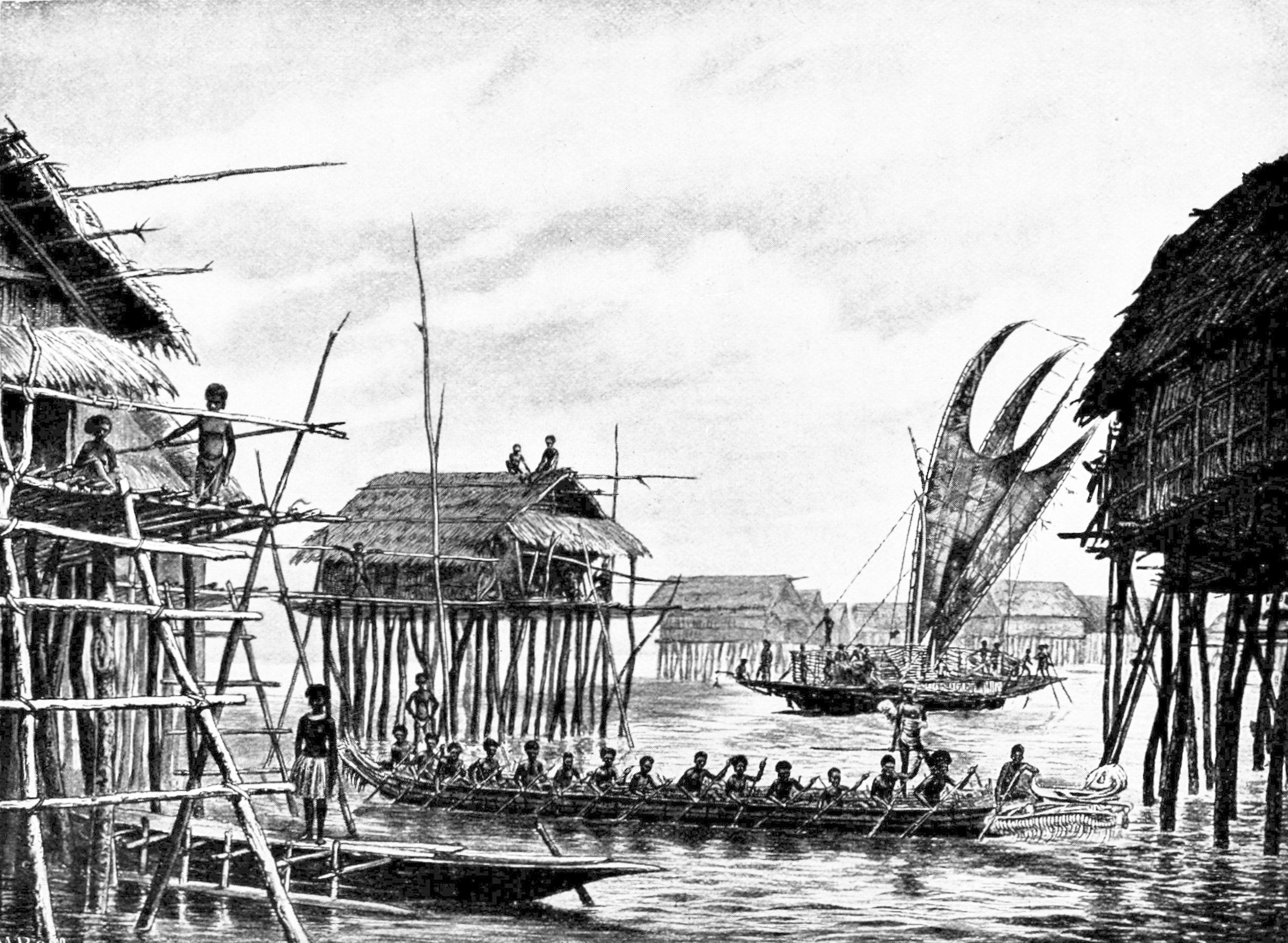
Гребное каноэ и парусный лакатой папуасов. Илл. из американского журнала «Popular Science Monthly» (1898)

Руководитель американской исследовательской экспедиции 1838—1842 годов капитан Чарлз Уилкс сообщает, что при спуске на воду «священных лодок» фиджийцев, боевых парусных катамаранов вака друа (waqa drua), совершались массовые человеческие жертвоприношения. Такие друа, или ндруа, достигали длины 98 футов (30 м) и поднимали на борт до 200 человек. В отличие от более крупных катамаранов полинезийцев, корпуса фиджийских были неодинаковыми: наветренный был короче и меньше подветренного. В качестве транспортных судов друа использовались на Фиджи вплоть до 1943 года, в честь них получила своё название национальная команда по регби «Fijian Drua».
Использовавшиеся для меновой торговли вплоть до начала XX века парусные суда папуасов Новой Гвинеи лакатои могли состоять не из двух, а из нескольких корпусов, поверх которых настилалась широкая транспортная палуба, на которой размещались товары и различные грузы. Как правило, лакатои несли два паруса из листьев пандануса, имевших форму клешни краба, острие которых направлено было вниз, а верх имел глубокий дугообразный вырез, позволявший мореходам снижать ветровую нагрузку в шторм. Во время военных походов на таких судах размещалось не менее 50 воинов, а в мирное время более 30 тонн саго. Успешно использовало лакатои для торговых рейсов славившееся гончарным искусством племя моту, проживавшее на восточном побережье залива Папуа и перевозившее на них свою посуду на запад к заливу Фрешуотер, на расстояние около 200 км. Во время одного из таких вояжей 600 моту смогли перевезти около 30 000 горшков, на которые выменяли 4 000 центнеров саговой муки.

## Реконструкция

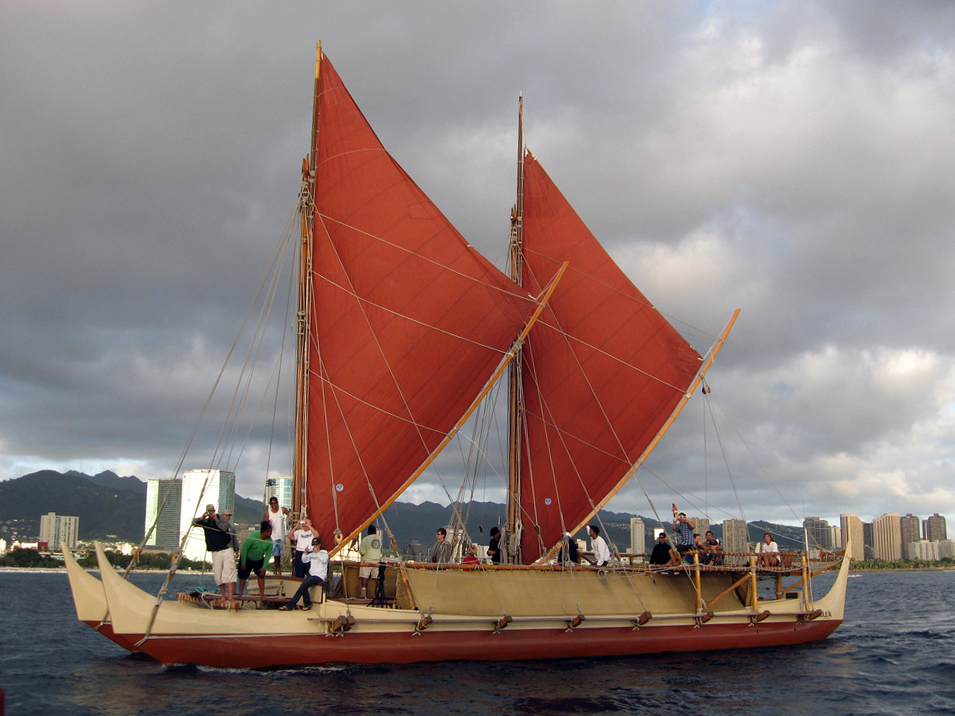
Новодел катамарана «Хокуле’а», построенный в 1975 году в Гонолулу для Полинезийского общества путешественников

Обретение независимости многими государствами Океании в XX веке способствовало росту в них национального самосознания и, как следствие, пробуждению интереса к местной истории, этнографии, фольклору и народным промыслам. В соответствии с этим, после второй мировой войны, когда традиции местного кораблестроения пришли в упадок, по инициативе общественных организаций там началось строительство действующих реплик морских судов.
Наибольшую известность получило вышеназванное двухкорпусное судно «Хокуле’а», точная копия гавайского ваа каулуа, построенное в 1975 году в Гонолулу по заказу Полинезийского общества путешественников. Название его переводится с гавайского языка как «звезда радости» и относится к Арктуру, служившему путеводной звездой для местных мореплавателей.
Длина обоих корпусов «Хокуле’а» составила 61 футов 5 дюймов (18,7 м), ширина — 15 футов 6 дюймов (4,72 м), водоизмещение в порожнем состоянии — около 7,3 тонн, а площадь парусов — 50,2 м². Катамаран не имел вспомогательного двигателя, в силу чего за ним незаметно следовало судно сопровождения, управлялся экипажем в 16 человек и способен был принять на борт около 5000 кг грузов и снаряжения. В конструкции «Хокуле’а», вместо традиционного дерева, использовались главным образом фанера, стеклопластик и резина.
Уже в 1976 году «Хокуле’а» совершило своё первое путешествие с Гавайев на Таити, приуроченное к 200-летию независимости США, в ходе которого, по официальным данным, применялись исключительно традиционные методы навигации. С целью изучения навыков кормления и ухода за домашними животными, в Гонолулу приняты были на борт гавайская собака-пои, свинья, петух и курица. При этом, поскольку навыки океанских переходов были к тому времени утрачены гавайцами, в качестве штурмана нанят был микронезиец Пий Мау Пиайлуг (род. 1932), уроженец атолла Сатавал (Каролинские острова), один из шести оставшихся в живых местных навигаторов. Он добросовестно выполнил свою задачу, но практически не владел английским, а после вспыхнувшего во время морского путешествия личного конфликта покинул судно на Таити, вернувшись к себе на родину. В результате возвращаться на Гавайи путешественникам пришлось с помощью современных средств навигации.
Следующий переход на Таити в 1978 году и вовсе окончился кораблекрушением, когда начавшийся шторм опрокинул судно к юго-западу от острова Молокаи, причём экипаж удалось спасти лишь чудом, а один из его членов погиб. Поэтому для третьего путешествия 1980 года был вновь нанят Мау Пиайлуг, с которым, наконец, удалось договориться. Благодаря его ценному опыту и профессиональным навыкам неоднократно проходивший реконструкцию «Хокуле’а» участвовал ещё в десятках плаваний к разным островам Океании, в ходе которых была принципиально доказана возможность достижения их древними полинезийскими мореходами.
Осенью 2006 года в благодарность за свой многолетний труд Пиайлуг получил ценный подарок — собственное парусное каноэ для открытого океана «Alingano Maisu», стоимость постройки которого обошлась в 300 000 долларов. Заказавшее его Туристическое общество Большого острова Гавайев считает, что с помощью него старый штурман-микронезиец создаст собственную школу традиционного тихоокеанского мореплавания.